# Milton Group
Milton Group, Effire group, triada provide  (укр. Мілтон Груп) — українська шахрайська структура, що декларує себе як компанія в сфері інвестицій, зазвичай у криптовалюту зараз називається Effire group або triada provide і знаходиться у м.Київ, вул.Володимирська 34, на 2 поверсі у БЦ .

## Опис
До 2017 року Ізраїль був центром подібних шахрайських компаній, поки країна не заборонила їхню діяльність. Шахраї після цього почали переносити «бізнес» з Ізраїлю до таких країн, як Україна, Болгарія, Албанії та Кіпр.
Компанію створено в грудні 2017 року (за даними реєстру — 2016-го), її головний офіс та колцентр розташовано в Києві на верхніх поверхах ТРЦ Mandarin Plaza (Бессарабська площа, вул. Басейна, 4), в офісі на грудень 2019 року працювало понад 200 людей. Керівник колцентру — Яків (Якоб) Кесельман, організатор — громадянин Ізраїлю з грузинським корінням Давид Тодуа. Окрім київського, колцентри компанії діють щонайменше в Албанії (офісна будівля на околиці Тирани), Грузії та Північній Македонії. В них працюють сотні людей.
Вхід до колцентру суворо охороняється, на вході працівники здають мобільні телефони. Колцентр займається постійним подзвоном людей з пропозиціями вкласти гроші до різноманітних проєктів. Це може бути криптовалюта, фіатні валюти, нерухомість тощо. За даними поліції Швеції та журналістів-розслідувачів зі шведської газети Dagens Nyheter, жодні з вкладів або інвестицій такими не є, насправді всі гроші зловмисники переказують на власні рахунки, не виплачуючи вкладникам жодних прибутків.
Оператори пропонують робити «інвестиції» в різні проєкти компанії, як-от: CryptoMB (управляється офшорною компанією на Маршаллових островах), Cryptobase, VetoroBanc (офшор у Сент-Вінсенті й Гренадинах), CryptoKartal, AurumPro, Virtual Stocks3.
Сайт VetoroBanc використовує знайдені в інтернеті фото як фото співробітників. Фото вигаданої «Сільвії Морено», аналітика ринку, насправді є фотографією педіатру з США.
Центр розділено на кілька зон за мовами: російська, англійська, італійська та іспанська. Оператори користуються підробними іменами, так сенегалець, що говорить німецькою, представляється іменем «Тодд Кайзер», а українка Дарина називає себе «Diana Swan» або «Kira Lively».

## Злочинна схема
Для реклами злочинці використовують фото відомих людей, що «рекламують» інвестиції в криптовалюти. Журналісти змогли опитати понад 180 людей, що стали жертвами Milton Group. Багато з них вперше дізнались про аферу через рекламу у Facebook, що обіцяла дуже високі прибутки від інвестицій. Після введення контактних даних, телефон жертви зберігається в базі клієнтів, і їй починають дзвонити менеджери з «продажів». Для початку їм пропонують зробити невелику інвестицію, що має принести прибуток, більший за 4000 %, але всі вимоги щодо виплати цих грошей ігноруються. Окрім Facebook, для отримання нових клієнтів використовується реклама в мобільних додатках.
Завдяки встановленій жертвою програмі TeamViewer для «допомоги», шахраї беруть кредит за ставкою до 39 %.
В середньому щодня один оператор здійснює 250 дзвінків, спілкуючись із клієнтами не менше трьох годин. Жертвами, що втратили найбільше грошей, опікується «служба утримання» колцентру, що шукає нові способи отримання грошей, часто використовуючи жорстокий психологічний тиск.
Деяким з жертв працівники цієї служби представлялись юристами, що можуть допомогти отримати втрачені вклади, просячи за це додаткоку плату. Люди, взявши додаткові позики, згодом повторно ставали жертвами шахраїв. Як стверджують розслідувачі, компанія не працює з жителями США, Японії, Канади й України.

## Результати діяльності
У деяких випадках експерти з утримання Milton Group переконують жертву встановити на свій комп'ютер програмне забезпечення, що дозволяє шахраям дистанційно керувати ними. Деякі з жертв, встановлені шведськими журналістами, втратили понад 200 тис. $. За даними розслідувачів, лише 2019 року київський офіс приніс аферистам близько 200 млн $.
Щонайменше 5,9 млн $ у вигляді біткойнів з семи адрес Milton Group було проведено через біржі Східної Азії 2019 року.

## Розслідування

### Міжнародні
Розслідуванням дій Milton Group займаються близько 20 організацій та видань в різних країнах. Серед них: поліція Іспанії, поліція Швеції, Слідство.інфо (Україна) одне з найбільших ізраїльських онлайн-видань The Times of Israel, студія «Моніторі» (Грузія), шведська газета Dagens Nyheter, KRIK (Сербія), Чеський центр розслідувальної журналістики «Investigace.cz» (Чехія) та міжнародна організація OCCRP (Проєкт розслідування корупції та організованої злочинності). 2019 року з журналістами зв'язався тодішній працівник компанії, який протягом тривалого часу робив фото, відео та описував процес роботи шахраїв. Журналісти провели велике розслідування, що тривало три місяці, й було опубліковане 1 березня 2020-го.
Деякі з жертв повідомляють про злочинців до поліції, але зазвичай правоохоронні органи не беруться розслідувати подібні справи. Підрозділи з кіберзлочинності деяких країн, громадяни яких постраждали від Milton Group, включно з Іспанією та Італією, повідомили OCCRP та його партнерам, що вони знають про подібні шахрайства, але їх важко виявити і люди часто не повідомляють про них у поліцію. Також подібні розслідування вимагають співпраці між правоохоронні органи у багатьох юрисдикціях, тож розслідують такі справи рідко.

### Швеція
На початку березня 2020 року Міністр закордонних справ Швеції Анн Лінде закликала владу України розслідувати шахрайства Milton Group.
Шведська поліція звернулася до Європолу для проведення міжнародного розслідування.

### Норвегія
Серед жертв Milton Group жителька Норвегії іранського походження, що втратила в одному з проектів (CryptoMB) понад 200 тис. $, більшість з яких позичила. Вона повідомила про шахраїв до поліції Норвегії, але отримала відповідь, що «для розслідування цієї справи немає причин».

### В Україні
В травні 2018 року СБУ проводила обшуки в офісі компанії, вони звітували про вилучення комп'ютерів та документів, а також про відкриття кримінальної справи. Але в судовому реєстрі згадок про цей обшук та взагалі про Milton Gorup немає.. Загалом, ні СБУ, ні Національна поліціяя України не розслідують діяльність компанії.
Натомість розслідуванням діяльності компанії разом з OCCRP займалась українська незалежна агенція журналістських розслідувань Слідство.інфо. На запит журналістів до МВС із питаннями, чи є «Мілтон Груп» фігурантом розслідувань, відповіді в МВС не надали, переславши запит до Офісу генпрокурора.

## Керівництво, партнери
- Яків Кесельман — CEO компанії, називає себе «вовк з Києва» за аналогією з героєм Леонардо Ді Капріо з фільму «Вовк з Уолл-стріт». Кесельман у телефонній бесіді з журналістами Dagens Nyheter заявив, що всі звинувачення неправдиві[14]. Навчався у Києві[1].
- Давид Тодуа (Давіт Тодва) — народився 1982 року в Грузії, 1993 року переїхав з сім'єю до Ізраїлю (Тель-Авів), живе на Кіпрі. Співвласник щонайменше київського колцентру та кіпрського Naspay, платіжного шлюзу, що використовується Milton Group для проведення оплат за афери, батько п'ятьох дітей[1][13][6]. Має тісні зв'язки з багатьма політиками, включно з керівництвом Єдиного національного руху (Грузія) та його засновником, колишнім президентом Грузії Міхеїлом Саакашвілі[1][24][25][9].
- Амант Йосіфі — бізнес-партнер Кесельмана та Тодуа, живе в Тирані (Албанія), радник Міністра оборони Албанії Ольти Джачки[11]. Йосіфі — колишній бізнес-партнер брата албанського прем'єр-міністра Еді Рами Олсі Рами. Його мати Пранвера Стракоша — колишній суддя, Уповноважений з питань нагляду за державною службою, омбудсмен, відповідальний за захист прав державних службовців в Албанії[17][10].
- Андрій Романко — зп даними Аманта Йосіфі, Романко працював на посаді «оператора» в албанській філії з 2018 року, але Йосіфі стверджує, що той не працює в Milton Group у Києві. Натомість, за даними OCCRP, Романко працює також у київському офісі на Бесарабській площі.
- Наталя Плутенко — формальний власник колцентру Milton Group в Грузії, у минулому — директор української компанії «Укрсхід», чиїм єдиним акціонером був Владислав Воронін[11].
- Іраклі Дадівадзе — формальний єдиний власник компанії Milton Group, громадянин Грузії[5][9].
- Дмитро Кац — власник компанії Payboutique та платіжної системи Clear Junction, української філії британської компанії Clear Junction Ltd, через яку проводяться банківські платежі Milton Group. Також ця компанія надавала єврові рахунки для українського Монобанку[26][9].